# Tetřev (rozhledna)
Tetřev je rozhledna na kótě Čerchlaný Beskyd (945 m n. m.), náležející Moravskoslezským Beskydům, západně obce Mosty u Jablunkova v okrese Frýdek-Místek.

## Historie rozhledny
Jméno má rozhledna podle hotelu Tetřev z roku 1924, k němuž v roce 1929 přibyla Kamenná chata a vodojem. Roku 1960 Tetřev vyhořel a na jeho místě byl vystavěn nový hotel. Po roce 1989 však Tetřev díky restitučním sporům chátral a v roce 2009 byl zbourán. Kamenná chata slouží dnes. slouží jako občerstvení. V roce 2011 byl vodojem, sloužící pro ustájení domácího zvířectva, přestavěn na rozhlednu podle projektu Ing. Havlíčka za 5,7 mil. Kč společností Hotel Tetřev s.r.o., slavnostní otevření proběhlo 23. listopadu 2011. Ve vnitřních prostorách jsou umístěny postery o přírodě a krajině Beskyd. Celková výška rozhledny je 10 metrů, vyhlídková plošina je v 7 metrech, vede na ní 40 schodů.

## Přístup
Po červené turistické značce z Mostů u Jablunkova přes vrch Skalka (932 m) a Severka (957 m), po modré z Dolní Lomné přes Kostelky či po žluté a červené z Horní Lomné přes Velký Polom. Rozhledna je přístupná po celý rok, v letních měsících 08–20 hod, v zimních 10–15:30 hod.

## Výhled
Panoramatický na okolní vrchy Moravskoslezských Beskyd.